# Catocala confluens
Catocala confluens là một loài bướm đêm trong họ Erebidae.